# 诺曼·里德
诺曼·里德（英語：Norman Read，1931年8月13日—1994年5月22日），新西兰男子田径运动员。他曾代表新西兰参加1956年和1960年夏季奥林匹克运动会田径比赛，其中1956年奥运会获得一枚金牌。